# Úsobí
Úsobí (in tedesco Pollerskirchen) è un comune mercato della Repubblica Ceca facente parte del distretto di Havlíčkův Brod, nella regione di Vysočina.